# Pavelló Esportiu (Begur)
El Pavelló Esportiu és una obra ubicada a Begur (Baix Empordà) inclosa a l'Inventari del Patrimoni Arquitectònic de Catalunya.

## Descripció
El pavelló és prop de les escoles de la vila (dr.Arruga). està situat guanyant el desnivell del terreny i crear un mínim de grans a la part de muntanya i la pista tota planera, a nivell quasi de baix. Al darrere se situen els vestuaris i magatzems gran façana a vila i potenciant-lo com si fos el mur de contenció que aguanta l'edifici. Entre aquest cos i la coberta, que és un gran pla de planxa metàl·lica amb el mínim de pendent i que des de qualsevol punt de vista superior el potencia el fa agradable, hi ha un gran finestral protegit amb gelosia metàl·lica per sol. Els cos de vestuaris té a les cantonades obertures, que a la dreta són l'entrada de jugadors. I a l'esquerra un mirador-balcó. La façana d'aquest cos són 2 finestres longitudinals amb gelosies i es compon d'una gran obertura de vidre en tota la seva llargada, que no és dla de l'amplada de l'edifici, sinó un cos que sobresurt de la planta rectangular. la diferencia entre els 2 cossos són unes cobertes planeres. Pels laterals de l'edifici(que ens mostren el pendent de la coberta i que són massissos) hi ha les escales d'accés a la part de jugadors.-l'interior acusa el desnivell situant-hi l'escala que baixa en pendent i és doblada continua d'anada i tornada.
Cal dir que l'edifici de vestidors és de 2 plantes.
L'arquitecte autor del projecte es Josep Maria Aguiló Ratto,

## Història
Una placa que commemora la inauguració al 1985.